# Компер, Клод Антуан
Клод Антуан Компер (фр. Claude Antoine Compère; 21 мая 1774, Шалон-ан-Шампань — 7 сентября 1812, Бородино, Московская губерния) — французский военный деятель, бригадный генерал (1807), дивизионный генерал Неаполитанского королевства (1809), погибший в Бородинском сражении.

## Начало жизненного пути и карьеры
Родился в 1774 году в городе Шалон. С началом Великой французской революции, в возрасте 18 лет поступил добровольцем в 10-й батальон парижских волонтёров, в составе которого в 1792—1793 годах принимал участие в боевых действиях в составе Северной армии. Выбранный своими сослуживцами сержантом (вероятно, за грамотность) он был ранен 18 ноября 1792 года в бою в Ашском лесу и 21 ноября 1793 года был произведён в су-лейтенанты (младшие лейтенанты).
В 1793—1795 годах, в чине су-лейтенанта, служил штабным адъютантом при штабе нескольких армий: Северной, Самбро-Маасской и французской армии Германии. 6 апреля 1795 года Клод Компер был повышен до лейтенанта с зачислением в состав 33-й пехотной полубригады (полка), а 8 октября 1796 года стал капитаном и был переведён в 17-ю линейную полубригаду.
В 1795—1799 годах Компер служил в Западной, Дунайской и Рейнской армиях.  Он был тяжело ранен в голову во время сражения под Цюрихом в сентябре 1799 года и на поле боя получил звание шефа батальона от главнокомандующего Массены.
6 февраля 1800 года он стал адъютантом генерала Салиньи. С 14 декабря 1803 года служил в 9-м лёгком пехотном полку. 14 июня 1804 года Клод Компер стал кавалером ордена Почетного легиона.
По просьбе генерала Салиньи, Компер снова стал его  адъютантом 2 июня 1805 года и сражался в австрийской кампании в составе 4-го корпуса Великой армии.

## Неаполь

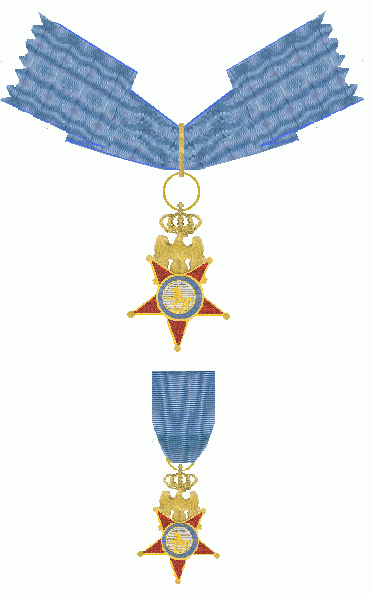
Инсигнии командора Королевского ордена Обеих Сицилий (неаполитанского) образца 1808 года на муаровой ленте.

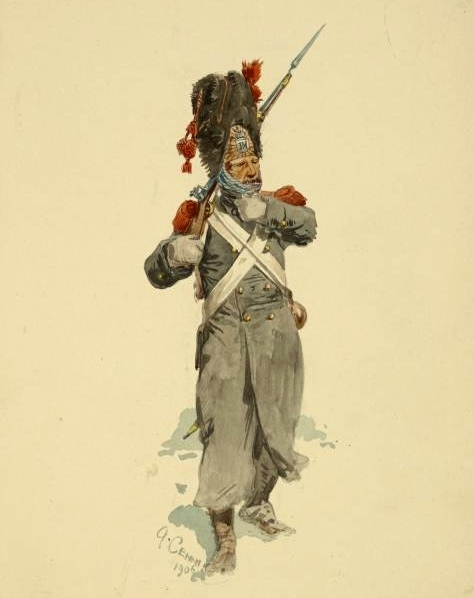
Гренадер Неаполитанской Королевской гвардии в зимней форме. Художник Квинто Ченни.

В 1806 году Компер присоединился к французской Неаполитанской армии, отправленной на завоевание Неаполя (уже не первое), и в феврале был назначен в авангард  генерала Ренье. Он отличился 9 марта 1806 года в битве при Кампо-Тенезе и 19 апреля был назначен майором 7-го линейного пехотного полка.
После того, как французы в очередной раз заняли Неаполь, там было в марте 1806 года провозглашено целиком и полностью лояльное им Неаполитанское королевство. Оно пришло на смену более ранней, также профранцузской Партенопейской республике (1799) и консервативному, лояльному англичанам Королевству Обеих Сицилий, правители которого, удалившись на остров Сицилия под защиту британского флота, продолжили вести боевые действия с более либеральным профранцузским королевством на континенте. Первым королём Неаполя Наполеон сделал своего брата — Жозефа Бонапарта.
Дальнейший поворот в карьере Компера объяснялся тем, что его многолетний покровитель генерал Салиньи был (или стал в это время) ближайшим другом Жозефа. После образования в Неаполитанском королевстве собственной армии, Салиньи официально перешёл на неаполитанскую службу и то же самое вместе с ним проделал Компер. В течение нескольких следующих лет Салиньи занимал в Неаполе высшие военные должности, и даже получил от короля Жозефа титул герцога Сан-Джермано. Карьера Компера также складывалась исключительно благополучно. Уже 30 октября 1807 года он стал полковником Гренадерского полка Королевской гвардии Неаполя, в 1808 году — сперва кавалером, а затем командором Королевского ордена Обеих Сицилий (неаполитанского). Жозеф Бонапарт произвёл его сперва в бригадные (1808) а затем в дивизионные генералы (1809).
В 1809 году Жозеф Бонапарт был «переведён» на испанский престол, а Компер в Неаполе «по наследству» достался новому королю — Иоахиму Мюрату. Генерал продолжал продвигаться по карьерной лестнице — 2 марта 1810 года он стал генерал-полковником Неаполитанской гвардии и первым генерал-инспектором жандармерии, но столь же блестящие отношения между ним и новым королём уже не сложились. Поэтому, когда в 1811 году Наполеон поручил Мюрату сформировать в Неаполе дивизию для участия в боевых действиях в Испании, её командиром, по согласованию между Мюратом и Жозефом, стал генерал Компер.

## Испания

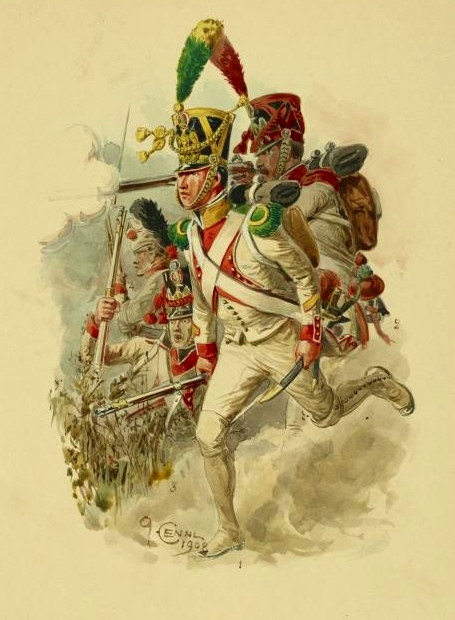
2-й Неаполитанский полк линейной пехоты. Художник Квинто Ченни.

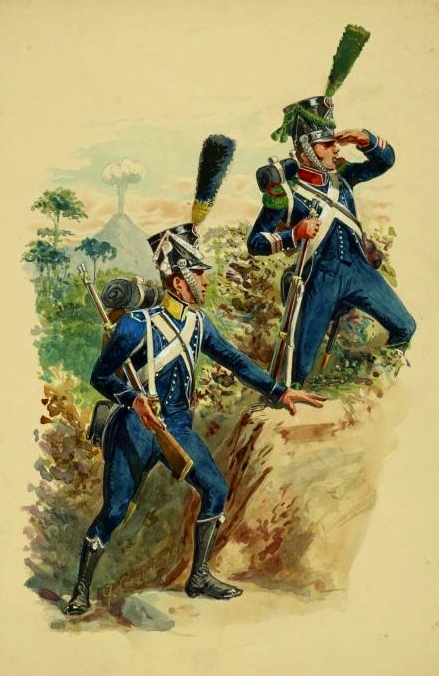
1-й Неаполитанский полк лёгкой пехоты. Художник Квинто Ченни.

В Испании дивизия Компера была включена в состав корпуса маршала Сюше, который действовал в Валенсии и Каталонии. Ко времени битвы при Сагунто (28 октября 1811 года) и особенно ко времени осады Валенсии (3 ноября 1811 — 9 января 1812 года) соединение Компера, продолжая числиться на бумаге дивизией из двух бригад, фактически сократилось до трёх батальонов: по одному в 1-м и 2-м неаполитанском линейных пехотных и 1-м неаполитанском лёгком пехотному полку. Позднейшие историки, такие, как британец сэр Чарльз Оман прямо называли полторы тысячи солдат генерала Компера единственным «проблемным» соединением в армии Сюше. Однако, хотя вклад дивизии Компера не мог быть значительным, и осада Сагунто, и битва с испанскими войсками из Валенсии у его стен, и осада самой Валенсии закончились полной победой французов.
Однако, судя по всему, Компер к этому времени скептически оценивал возможности продолжения своей карьеры «неаполитанского военачальника» (чему, вероятно, способствовали не самая высокая боеспособность и мотивация неаполитанских войск). Поэтому, 10 января 1812 года (ровно через день после капитуляции испанского гарнизона Валенсии) Клод Компер был повторно принят на французскую службу с чином бригадного генерала (неаполитанского производства в дивизионные генералы ни Компера, ни даже Салиньи, Наполеон не признал).

## Россия
Компер принял участие в походе Наполеона на Россию во главе 1-й бригады 11-й пехотной дивизии генерала Разу в составе 3-м пехотном корпусе маршала Нея. Бригада Компера состояла из двух полков — Иллирийского (набранного в Иллирийских провинциях из местных уроженцев, в основном, хорватов) и 2-го пехотного полка Португальского легиона (набранного из португальских коллаборантов — сторонников Наполеона).

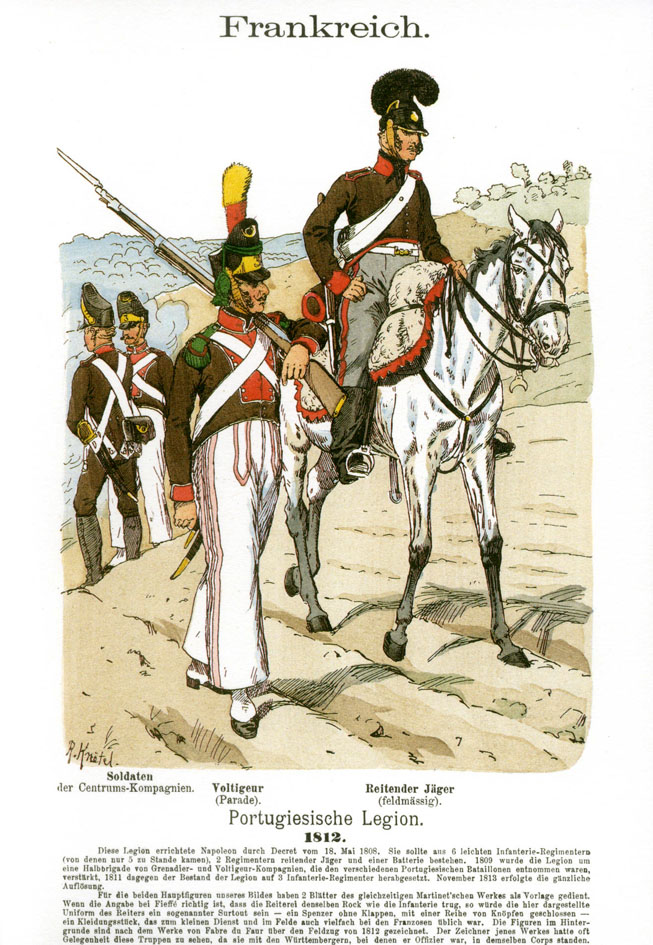
Чины Португальского легиона в Русском походе. Художник Рихард Кнётель.

Боеспособность португальских соединений была весьма низкой; о хорватских частях подобного не сообщается. Все офицеры в португальском полку, вплоть до полковника, были также португальцы; в Иллирийском полку преобладали бывшие австрийские офицеры (по состоянию на 1811 год, 28 из 51), в частности, бельгийцы (из бывших Австрийских Нидерландов) и итальянцы.
Две другие бригады дивизии Разу были укомплектованы французскими полками линейной пехоты, но одна из них имела в своём составе лишь один полк. Итого, в дивизии насчитывалось три бригады и пять полков (4-й, 18-й, 93-й линейные, Иллирийский и 2-й Португальский).
Тем не менее, первоначально события похода развивались для французов успешно, и 2 сентября 1812 года (по новому стилю) Компер даже стал офицером ордена Почётного легиона (за неуточнённое отличие в ходе наступательных боёв), но уже через несколько дней после этого погиб в Бородинском сражении.
Имя генерала Компера высечено на западной стороне Парижской Триумфальной арки.

## Награды
Легионер ордена Почётного легиона (14 июня 1804 года)
 Кавалер Королевского ордена Обеих Сицилий (18 мая 1808 года)
 Командор Королевского ордена Обеих Сицилий (19 мая 1808 года)
 Офицер ордена Почётного легиона (2 сентября 1812 года)